# Gaya aurea
Gaya aurea är en malvaväxtart som beskrevs av A. St.-hil.. Gaya aurea ingår i släktet Gaya och familjen malvaväxter. Inga underarter finns listade i Catalogue of Life.